# Parasemia raetzeri
Parasemia raetzeri är en fjärilsart som beskrevs av Karl Schawerda 1906. Parasemia raetzeri ingår i släktet Parasemia och familjen björnspinnare. Inga underarter finns listade i Catalogue of Life.